# Pedicia tenuiloba
Pedicia (Amalopis) tenuiloba là một loài ruồi trong họ Pediciidae. Chúng phân bố ở vùng sinh thái Palearctic.